# Thomas Auclaire
Thomas Auclaire, né le 5 novembre 1991 à Montfermeil, est un joueur international français de futsal.

## Biographie
Thomas Auclaire nait à Montfermeil. Il intègre le sport-étude du collège Pierre Puget du Pont du Las à Toulon. 

### En club
Thomas Auclaire commence le football à l'âge de six ans dans le club de Toulon Le Las. Il découvre le futsal par des amis. Il dispute ensuite notamment deux saisons en U18 avec le Sporting Toulon Var.
Pour la saison 2010-2011, aussi joueur du Sporting Toulon Var jusqu'à présent, Thomas Auclaire choisit le Toulon TEF alors que le règlement l'oblige à choisir entre football et futsal. L'équipe remporte sa division régionale et intègre le Championnat de France.
Au milieu des années 2010, Thomas Auclaire est écarté des terrains par une grave blessure à la cheville. Il est absent près d'un an et demi, effectue sa rééducation à Saint-Raphaël (au CREPS de Boulouris) et connaît une saison blanche. À son retour, il est l'un des rares Toulonnais du TEF.
Au terme de la saison 2014-2015, Auclaire et le TEF perdent aux tirs au but en finale de Division 1 contre le Kremlin-Bicêtre futsal (5-5 tab 4-5). 
En juin 2016, Thomas Auclaire quitte le club de futsal des Rozos Hyèrois pour revenir au TEF en D1.

### En équipe nationale
Fin 2011, Auclaire est retenu en stage de détection de l'équipe de France de futsal U21. Il connaît ses premières sélections en décembre contre l'Albanie. En février 2012, il est de nouveau appelé pour deux amicaux en Pologne. 
En mai 2012, Thomas Auclaire fait partie d'une liste de présélectionnés en équipe de France de futsal pour un stage de fin de saison, alors qu'il participe au maintien du Toulon Tous Ensemble. 
Mi-mai 2013, il connait un nouveau stage de détection à Clairefontaine. En septembre suivant, il fait partie du stage de début de saison des Bleus emmenés par Pierre Jacky.  
Lors de la saison 2014-2015, Auclaire est le seul joueur de Méditerranée à être appelé en Bleu. En fin de saison, il est encore convié au stage de détection. 
Il participe à une étape qualificative pour un Championnat d'Europe de futsal de l'UEFA.  
En 2016, il est membre de l'équipe de France A avec son coéquipier Ba El Maarouf Kerroumi.  
En mai 2017, Auclaire est de nouveau convié au stage annuel de détection en équipe de France.

## Palmarès
- Championnat de France
  - Finaliste : 2014-2015 avec Toulon